# Judo ai XII Giochi del Mediterraneo
La seguente pagina illustra i risultati del judo ai XII Giochi del Mediterraneo. Va tenuto presente che in quest'edizione nel Judo si sono disputate soltanto gare maschili.

## Podi

### Uomini
| Evento                            | Oro                 | Argento            | Bronzo                                     |
| fino a 60 kg (pesi super-leggeri) | Girolamo Giovinazzo | Franck Chambily    | Abdelouahed Idrissi Chorfi Faycal Bousbiat |
| fino a 65 kg (pesi mezzo-leggeri) | Abdelhakim Harkat   | Nasser Nechard     | Marino Cattedra Francisco Lorenzo          |
| fino a 71 kg (pesi leggeri)       | Patrick Rosso       | Diego Brambilla    | Meziane Dahmani Jose Vicente Cabas Alonso  |
| fino a 78 kg (pesi medio-leggeri) | Laurent Francois    | Alessandro Pilati  | Manuel Mendez Adil Belgaid                 |
| fino a 86 kg (pesi medi)          | Pascal Tayot        | Fernando Gonzales  | Hrvoje Filipan Domenico Paduano            |
| fino a 95 kg (pesi medio-massimi) | Stéphane Traineau   | Carlos Jodra       | Dragomir Tavra Ayman Elshiwy               |
| oltre 95 kg (pesi massimi)        | Jerome Dreyfus      | Ernesto Perez Lobo | Haralambos Papaioannou Salih Tufan Durmus  |

## Medagliere
| Posizione | Paese   |   |   |    | Totale |
| --------- | ------- | - | - | -- | ------ |
| 1         | Francia | 5 | 2 | 0  | 7      |
| 2         | Italia  | 1 | 2 | 2  | 5      |
| 3         | Algeria | 1 | 0 | 2  | 3      |
| 4         | Spagna  | 0 | 3 | 3  | 6      |
| 5         | Croazia | 0 | 0 | 2  | 2      |
| 5         | Marocco | 0 | 0 | 2  | 2      |
| 7         | Egitto  | 0 | 0 | 1  | 1      |
| 7         | Grecia  | 0 | 0 | 1  | 1      |
| 7         | Turchia | 0 | 0 | 1  | 1      |
| Totale    | Totale  | 7 | 7 | 14 | 28     |